# Norovyn Altankhuyag
Norovyn Altankhuyag, in mongolo: Норовын Алтанхуяг (Ulaangom, 20 gennaio 1958), è un politico mongolo, presidente di Partito Democratico mongolo e Primo Ministro della Mongolia dal 10 agosto 2012 al 5 novembre 2014.

## Biografia
È stato eletto dal Comitato Consultivo Nazionale (NCC) come il leader di AN dopo la sconfitta del partito nelle elezioni legislative del 2008.